# Dung môi

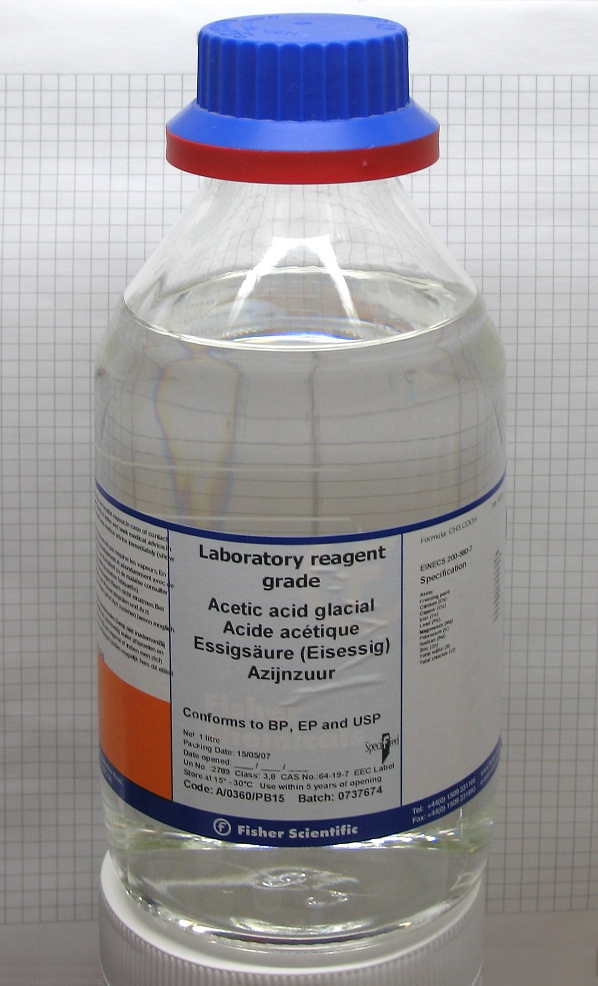
Một chai axit axetic, một dung môi lỏng

Dung môi là một chất hòa tan một chất tan, tạo ra một dung dịch. Dung môi thường là chất lỏng nhưng cũng có thể là chất rắn, chất khí hoặc chất lỏng siêu tới hạn. Lượng chất tan có thể hòa tan trong một thể tích dung môi cụ thể thay đổi theo nhiệt độ. Các ứng dụng chính của dung môi là trong sơn, chất tẩy sơn, mực, giặt khô. Các ứng dụng cụ thể đối với dung môi hữu cơ là trong giặt khô (ví dụ như tetrachloroethylene), làm chất pha loãng sơn (ví dụ toluen, nhựa thông), làm chất tẩy sơn móng tay và dung môi keo (axeton, metyl axetat, etyl axetat), trong chất tẩy vết (ví dụ: hexan, ete xăng), trong chất tẩy rửa (tecpen có múi) và trong nước hoa (etanol). Nước là dung môi cho các phân tử phân cực và là dung môi phổ biến nhất được sử dụng bởi các sinh vật; tất cả các ion và protein trong tế bào được hòa tan trong nước bên trong tế bào. Các dung môi được ứng dụng khác nhau trong các ngành công nghiệp hóa chất, dược phẩm, dầu mỏ và khí đốt, bao gồm cả trong quá trình tổng hợp và tinh chế hóa học.

## Dung dịch và sự hòa tan
Khi một chất này được hòa tan vào một chất khác, một dung dịch được hình thành. Điều này trái ngược với trường hợp các hợp chất không hòa tan như cát trong nước. Trong một dung dịch, tất cả các thành phần được phân bố đồng đều ở cấp độ phân tử và không còn dư lượng. Một hỗn hợp dung môi-chất tan bao gồm một pha đơn với tất cả các phân tử chất tan xảy ra như solvat (dung môi-chất tan phức), như trái ngược với giai đoạn tách liên tục như trong huyền phù, nhũ tương và các loại hỗn hợp không giải quyết. Khả năng hòa tan của một hợp chất trong một hợp chất khác được gọi là độ hòa tan; nếu điều này xảy ra theo mọi tỷ lệ, nó được gọi là độ trộn lẫn.
Ngoài sự trộn lẫn, các chất trong dung dịch tương tác với nhau ở cấp độ phân tử. Khi một thứ gì đó bị hòa tan, các phân tử của dung môi sắp xếp xung quanh các phân tử của chất tan. Sự truyền nhiệt xảy ra và entropy được tăng lên làm cho dung dịch ổn định hơn về mặt nhiệt động lực học so với khi tách chất tan và dung môi riêng biệt. Sự sắp xếp này được trung gian bởi các tính chất hóa học tương ứng của dung môi và chất tan, chẳng hạn như liên kết hydro, mômen lưỡng cực và tính phân cực. Sự hòa tan không gây ra phản ứng hóa học hoặc sự thay đổi cấu hình hóa học của chất tan. Tuy nhiên, quá trình solvat hóa giống như một phản ứng hình thành phức chất phối trí, thường có năng lượng đáng kể (nhiệt của quá trình solvat hóa và entropy của quá trình solvat hóa) và do đó không phải là quá trình trung tính.
Khi một chất hòa tan vào một chất khác, một dung dịch được tạo thành. Dung dịch là một hỗn hợp đồng nhất bao gồm một chất tan được hòa tan vào dung môi. Chất tan là chất được hòa tan, còn dung môi là môi trường hòa tan. Dung dịch có thể được tạo thành với nhiều dạng và hình thức khác nhau của chất tan và dung môi.

## Phân loại dung môi
Dung môi có thể được phân loại rộng rãi thành hai loại: phân cực và không phân cực. Một trường hợp đặc biệt là thủy ngân, dung dịch của chúng được gọi là hỗn hống; Ngoài ra, các dung dịch kim loại khác tồn tại ở thể lỏng ở nhiệt độ phòng. Nói chung, hằng số điện môi của dung môi cung cấp một số đo sơ bộ về độ phân cực của dung môi. Tính phân cực mạnh của nước được biểu thị bằng hằng số điện môi cao của nó là 88 (ở 0 °C). Các dung môi có hằng số điện môi nhỏ hơn 15 thường được coi là không phân cực. Hằng số điện môi đo xu hướng của dung môi để triệt tiêu một phần cường độ trường của điện trường của một hạt tích điện chìm trong nó. Sự giảm này sau đó được so sánh với cường độ trường của hạt mang điện trong chân không. Về mặt y học, hằng số điện môi của dung môi có thể được coi là khả năng làm giảm điện tích bên trong hiệu quả của chất tan. Nói chung, hằng số điện môi của dung môi là một yếu tố dự báo có thể chấp nhận được về khả năng hòa tan các hợp chất ion thông thường của dung môi, chẳng hạn như muối.

### Các thang đo độ phân cực khác
Hằng số điện môi không phải là thước đo phân cực duy nhất. Vì dung môi được các nhà hóa học sử dụng để thực hiện các phản ứng hóa học hoặc quan sát các hiện tượng hóa học và sinh học, nên cần phải có các biện pháp phân cực cụ thể hơn. Hầu hết các biện pháp này đều nhạy cảm với cấu trúc hóa học.
Thang Grunwald – Winstein mY đo độ phân cực về ảnh hưởng của dung môi đối với sự tích tụ điện tích dương của chất tan trong một phản ứng hóa học.
Thang đo Z của Kosower đo độ phân cực về ảnh hưởng của dung môi đối với cực đại hấp thụ tia cực tím của muối, thường là pyridinium iodide hoặc pyridinium zwitterion.
Thang đo mức hoạt động chất cho điện tử và chất nhận điện tử đo độ phân cực về cách dung môi tương tác với các chất cụ thể, như axit Lewis mạnh hoặc base Lewis mạnh.
Tham số Hildebrand là căn bậc hai của mật độ năng lượng cố kết. Nó có thể được sử dụng với các hợp chất không phân cực, nhưng không thể thích ứng với hóa học phức tạp.
Thuốc nhuộm của Reichardt, một loại thuốc nhuộm solvatochromic thay đổi màu sắc theo độ phân cực, cho thang giá trị ET (30). E T là năng lượng chuyển tiếp giữa trạng thái cơ bản và trạng thái kích thích thấp nhất, tính bằng kcal / mol, và (30) xác định thuốc nhuộm. Một thang đo tương quan khác (E T (33)) có thể được xác định với màu đỏ Nile.
Độ phân cực, moment lưỡng cực, phân cực và hydro liên kết của một dung môi xác định loại hợp chất đó là có khả năng hòa tan và với những gì các dung môi khác hoặc các hợp chất lỏng đó là có thể trộn. Nói chung, dung môi phân cực hòa tan các hợp chất phân cực tốt nhất và dung môi không phân cực hòa tan các hợp chất không phân cực tốt nhất: "như hòa tan như". Các hợp chất phân cực mạnh như đường (ví dụ như sacaroza) hoặc các hợp chất ion, như muối vô cơ (ví dụ muối ăn) chỉ hòa tan trong các dung môi rất phân cực như nước, trong khi các hợp chất không phân cực mạnh như dầu hoặc sáp chỉ hòa tan trong các dung môi hữu cơ rất không phân cực như hexan. Tương tự như vậy, nước và hexan (hoặc giấm và dầu thực vật) không trộn lẫn với nhau và sẽ nhanh chóng tách thành hai lớp ngay cả khi được lắc kỹ.

### Cực protic và cực aprotic
Các dung môi có hằng số điện môi tĩnh tương đối lớn hơn 15 có thể được chia thành protic và aprotic. Dung môi protic hòa tan anion (các chất tan mang điện tích âm) rất mạnh nhờ liên kết hydro. Nước là một dung môi protic. Các dung môi aprotic như acetone hoặc dichloromethane có xu hướng mang moment lưỡng cực lớn (tách một phần điện tích dương và một phần điện tích âm trong cùng một phân tử) và hòa tan các dạng mang điện tích dương thông qua lưỡng cực âm. Trong các phản ứng hóa học, việc sử dụng các dung môi protic phân cực sẽ tạo điều kiện cho cơ chế phản ứng SN1, trong khi các dung môi aprotic phân cực sẽ tạo điều kiện cho cơ chế phản ứng SN2.

## Tính chất vật lý của các dung môi phổ biến
Bảng tính chất của các dung môi phổ biến
Các dung môi được chia thành các nhóm không phân cực, phân cực aprotic, và phân cực protic và được sắp xếp theo độ phân cực tăng dần. Độ phân cực được tính bằng hằng số điện môi. Các dung môi có tính chất cao hơn của nước được in đậm.
| Dung môi                  | Công thức hóa học       | Điểm sôi | Hằng số điện môi | Tỷ trọng    | Moment phân cực |
| ------------------------- | ----------------------- | -------- | ---------------- | ----------- | --------------- |
| Dung môi không phân cực   |                         |          |                  |             |                 |
| Pentane                   | CH3-CH2-CH2-CH2-CH3     | 36 °C    | 1.84             | 0.626 g/ml  | 0.00 D          |
| Cyclopentane              | C5H10                   | 40 °C    | 1.97             | 0.751 g/ml  | 0.00 D          |
| Hexane                    | CH3-CH2-CH2-CH2-CH2-CH3 | 69 °C    | 1.88             | 0.655 g/ml  | 0.00 D          |
| Cyclohexane               | C6H12                   | 81 °C    | 2.02             | 0.779 g/ml  | 0.00 D          |
| Benzene                   | C6H6                    | 80 °C    | 2.3              | 0.879 g/ml  | 0.00 D          |
| Toluene                   | C6H5-CH3                | 111 °C   | 2.38             | 0.867 g/ml  | 0.36 D          |
| 1,4-Dioxane               | /-CH2-CH2-O-CH2-CH2-O-\ | 101 °C   | 2.3              | 1.033 g/ml  | 0.45 D          |
| Chloroform                | CHCl3                   | 61 °C    | 4.81             | 1.498 g/ml  | 1.04 D          |
| Diethyl ether             | CH3CH2-O-CH2-CH3        | 35 °C    | 4.3              | 0.713 g/ml  | 1.15 D          |
| Dung môi phân cực aprotic |                         |          |                  |             |                 |
| Dichloromethane (DCM)     | CH2Cl2                  | 40 °C    | 9.1              | 1.3266 g/ml | 1.60 D          |
| Tetrahydrofuran (THF)     | /-CH2-CH2-O-CH2-CH2-\   | 66 °C    | 7.5              | 0.886 g/ml  | 1.75 D          |
| Ethyl axetat              | CH3-C(=O)-O-CH2-CH3     | 77 °C    | 6.02             | 0.894 g/ml  | 1.78 D          |
| Acetone                   | CH3-C(=O)-CH3           | 56 °C    | 20.7             | 0.786 g/ml  | 2.88 D          |
| Dimethylformamide(DMF)    | H-C(=O)N(CH3)2          | 153 °C   | 38               | 0.944 g/ml  | 3.82 D          |
| Acetonitrile(MeCN)        | CH3-C≡N                 | 82 °C    | 37.5             | 0.786 g/ml  | 3.92 D          |
| Dimethyl sulfoxide (DMSO) | CH3-S(=O)-CH3           | 189 °C   | 46.7             | 1.092 g/ml  | 3.96 D          |
| Dung môi phân cực protic  |                         |          |                  |             |                 |
| Formic acid               | H-C(=O)OH               | 101 °C   | 58               | 1.21 g/ml   | 1.41 D          |
| n-Butanoi                 | CH3-CH2-CH2-CH2-OH      | 118 °C   | 18               | 0.810 g/ml  | 1.63 D          |
| Isopropanol(IPA)          | CH3-CH(-OH)-CH3         | 82 °C    | 18               | 0.785 g/ml  | 1.66 D          |
| n-Propanol                | CH3-CH2-CH2-OH          | 97 °C    | 20               | 0.803 g/ml  | 1.68 D          |
| Ethanol                   | CH3-CH2-OH              | 79 °C    | 24.55            | 0.789 g/ml  | 1.69 D          |
| Methanol                  | CH3-OH                  | 65 °C    | 33               | 0.791 g/ml  | 1.70 D          |
| Acetic acid               | CH3-C(=O)OH             | 118 °C   | 6.2              | 1.049 g/ml  | 1.74 D          |
| Nước                      | H-O-H                   | 100 °C   | 80               | 1.000 g/ml  | 1.85 D          |

Có một cách khác để nghiên cứu các dung môi này. Khi biết các giá trị tham số độ hòa tan Hansen (HSPiP) dựa trên δD = liên kết phân tán, δP = liên kết phân cực và δH = liên kết hydro, chúng ta sẽ nắm được những thông tin quan trọng về sự tương tác liên phân tử của dung môi này với các dung môi, polyme, sắc tố, các hạt nano khác, v.v để phục vụ hai mục đích. Trước tiên, chúng ta có thể tạo ra các công thức tỷ lệ, ví dụ như tỷ lệ phù hợp giữa một dung môi và một polyme. Thứ hai, chúng ta có thể tạo ra sự thay thế tỷ lệ cho các dung môi "tốt" (hòa tan tốt các chất) từ các dung môi "xấu" (vì mục đích môi trường, sức khỏe hay giá thành, v.v). Bảng dưới đây cho thấy tính "không phân cực", "phân cực aprotic" và "phân cực protic" được trình bày theo các con số. Các phân tử "phân cực" có giá trị δP cao hơn và các dung môi protic có giá trị δH cao hơn. Do sử dụng các giá trị bằng số, chúng ta có thể thực hiện phép so sánh tỷ lệ bằng cách so sách các con số. Ví dụ như, acetonitrile phân cực hơn nhiều so với acetone nhưng lại có liên kết hydro thấp hơn một chút.
| Dung môi                  | Công thức hóa học       | Phân tán (δD) | Phân cực (δP) | Liên kết hydro (δH) |
| ------------------------- | ----------------------- | ------------- | ------------- | ------------------- |
| Dung môi không phân cực   |                         |               |               |                     |
| Hexane                    | CH3-CH2-CH2-CH2-CH2-CH3 | 14.9          | 0.0           | 0.0                 |
| Benzene                   | C6H6                    | 18.4          | 0.0           | 2.0                 |
| Toluene                   | C6H5-CH3                | 18.0          | 1.4           | 2.0                 |
| Diethyl ether             | CH3CH2-O-CH2CH3         | 14.5          | 2.9           | 4.6                 |
| Chloroform                | CHCl3                   | 17.8          | 3.1           | 5.7                 |
| 1,4-Dioxane               | /-CH2-CH2-O-CH2-CH2-O-\ | 17.5          | 1.8           | 9.0                 |
| Dung môi phân cực aprotic |                         |               |               |                     |
| Ethyl axetat              | CH3-C(=O)-O-CH2-CH3     | 15.8          | 5.3           | 7.2                 |
| Tetrahydrofuran (THF)     | /-CH2-CH2-O-CH2-CH2-\   | 16.8          | 5.7           | 8.0                 |
| Dichloromethane           | CH2Cl2                  | 17.0          | 7.3           | 7.1                 |
| Acetone                   | CH3-C(=O)-CH3           | 15.5          | 10.4          | 7.0                 |
| Acetonitrile (MeCN)       | CH3-C≡N                 | 15.3          | 18.0          | 6.1                 |
| Dimethylformamide (DMF)   | H-C(=O)N(CH3)2          | 17.4          | 13.7          | 11.3                |
| Dimethyl sulfoxit (DMSO)  | CH3-S(=O)-CH3           | 18.4          | 16.4          | 10.2                |
| Dung môi phân cực protic  |                         |               |               |                     |
| Acetic acid               | CH3-C(=O)OH             | 14.5          | 8.0           | 13.5                |
| n-Butanol                 | CH3-CH2-CH2-CH2-OH      | 16.0          | 5.7           | 15.8                |
| Isopropanol               | CH3-CH(-OH)-CH3         | 15.8          | 6.1           | 16.4                |
| n-Propanol                | CH3-CH2-CH2-OH          | 16.0          | 6.8           | 17.4                |
| Ethanol                   | CH3-CH2-OH              | 15.8          | 8.8           | 19.4                |
| Methanol                  | CH3-OH                  | 14.7          | 12.3          | 22.3                |
| Formic acid               | H-C(=O)OH               | 14.6          | 10.0          | 14.0                |
| Nước                      | H-O-H                   | 15.5          | 16.0          | 42.3                |

Xem xét một ví dụ đơn giản về sự thay thế tỷ lệ. Giả sử vì lý do môi trường chúng ta cần phải thay thế dung môi clo hóa, chloroform, bằng một dung môi có độ hòa tan tương đương tạo thành từ một hỗn hợp gồm hai dung môi phi clo hóa có trong bảng. Qua phép thử - sai, một bảng tính hoặc một số phần mềm như HSPiP, chúng ta thấy hỗn hợp của toluene và 1,4-dioxane theo tỷ lệ 50:50 là phù hợp. δD của hỗn hợp là giá trị trung bình của 18,0 và 17,5 = 17,8. ΔP của hỗn hợp là giá trị trung bình của 1,4 và 1,8 = 1,6 và δH của hỗn hợp là giá trị trung bình của 2.0 và 9.0 = 5.5. Vì vậy, hỗn hợp là 17,8; 1,6; 5,5 so với Chloroform là 17,8; 3,1; 5,7. Do bản thân Toluene không có lợi cho sức khỏe, chúng ta có thể sử dụng hỗn hợp của các dung môi khác thể thay thế bằng cách sử dụng bảng tham số đầy đủ về độ hòa tan Hansen.

### Điểm sôi
| Dung môi               | Điểm sôi (°C) |
| ---------------------- | ------------- |
| ethylene dichloride    | 83.48         |
| pyridine               | 115.25        |
| methyl isobutyl ketone | 116.5         |
| methylene chloride     | 39.75         |
| isooctane              | 99.24         |
| carbon disulfide       | 46.3          |
| carbon tetrachloride   | 76.75         |
| o-xylene               | 144.42        |

Một trong những tính chất quan trọng của dung môi là điểm sôi. Tính chất này cũng xác định tốc độ bay hơi. Một lượng nhỏ dung môi có điểm sôi thấp như diethyl ether, dichloromethane, hoặc axêtôn sẽ bay hơi trong vài giây ở nhiệt độ phòng, trong khi đối với các dung môi có điểm sôi cao như nước hoặc dimethyl sulfoxide, muốn bốc hơi nhanh cần có nhiệt độ cao hơn, sự lưu thông không khí, hoặc sử dụng môi trường chân không.
- Điểm sôi thấp: nhiệt độ sôi dưới 100 °C (điểm sôi của nước)
- Điểm sôi trung bình: 100 °C - 150 °C
- Điểm sôi cao: trên 150 °C

### Tỷ trọng
Hầu hết các dung môi hữu cơ đều có tỷ trọng thấp hơn nước, có nghĩa là chúng nhẹ hơn và sẽ hình thành một lớp riêng biệt trên bề mặt của nước. Tuy nhiên có một ngoại lệ là: hầu hết các dung môi halogen như dichloromethane hoặc chloroform sẽ chìm xuống đáy của bình chứa, và nước sẽ nổi lên trên. Điều này là rất quan trọng và cần ghi nhớ khi phân tách các hợp chất giữa dung môi và nước trong một phễu chiết tách trong quá trình tổng hợp hóa học.
Thông thường, trọng lượng riêng sử dụng thay cho khái niệm tỷ trọng. Trọng lượng riêng được định nghĩa là tỷ trọng của dung môi chia cho tỷ trọng của nước ở cùng một nhiệt độ. Do đó, tỷ trọng là một giá trị không có đơn vị. Nó cho biết một dung môi không tan trong nước sẽ nổi (SG <1.0) hay chìm (SG> 1.0) khi được trộn với nước.
| Dung môi                         | Trọng lượng riêng |
| -------------------------------- | ----------------- |
| Pentane                          | 0.626             |
| Petroleum ether                  | 0.656             |
| Hexane                           | 0.659             |
| Heptane                          | 0.684             |
| Diethyl amine                    | 0.707             |
| Diethyl ether                    | 0.713             |
| Triethyl amine                   | 0.728             |
| Tert-butyl methyl ether          | 0.741             |
| Cyclohexane                      | 0.779             |
| Tert-butyl alcohol               | 0.781             |
| Isopropanol                      | 0.785             |
| Acetonitrile                     | 0.786             |
| Ethanol                          | 0.789             |
| Acetone                          | 0.790             |
| Methanol                         | 0.791             |
| Methyl isobutyl ketone           | 0.798             |
| Isobutyl alcohol                 | 0.802             |
| 1-Propanol                       | 0.803             |
| Methyl ethyl ketone              | 0.805             |
| 2-Butanol                        | 0.808             |
| Isoamyl alcohol                  | 0.809             |
| 1-Butanol                        | 0.810             |
| Diethyl ketone                   | 0.814             |
| 1-Octanol                        | 0.826             |
| p-Xylene                         | 0.861             |
| m-Xylene                         | 0.864             |
| Toluene                          | 0.867             |
| Dimethoxyethane                  | 0.868             |
| Benzene                          | 0.879             |
| Butyl axetat                     | 0.882             |
| 1-Chlorobutane                   | 0.886             |
| Tetrahydrofuran                  | 0.889             |
| Ethyl axetat                     | 0.895             |
| o-Xylene                         | 0.897             |
| Hexamethylphosphorus triamide    | 0.898             |
| 2-Ethoxyethyl ether              | 0.909             |
| N,N-Dimethylacetamide            | 0.937             |
| Diethylene glycol dimethyl ether | 0.943             |
| N,N-Dimethylformamide            | 0.944             |
| 2-Methoxyethanol                 | 0.965             |
| Pyridine                         | 0.982             |
| Propanoic acid                   | 0.993             |
| Nước                             | 1.000             |
| 2-Methoxyethyl axetat            | 1.009             |
| Benzonitrile                     | 1.01              |
| 1-Methyl-2-pyrrolidinone         | 1.028             |
| Hexamethylphosphoramide          | 1.03              |
| 1,4-Dioxane                      | 1.033             |
| Acetic acid                      | 1.049             |
| Acetic anhydride                 | 1.08              |
| Dimethyl sulfoxit                | 1.092             |
| Chlorobenzene                    | 1.1066            |
| Deuterium oxit                   | 1.107             |
| Ethylene glycol                  | 1.115             |
| Diethylene glycol                | 1.118             |
| Propylene cacbonat               | 1.21              |
| Formic acid                      | 1.22              |
| 1,2-Dichloroethane               | 1.245             |
| Glycerin                         | 1.261             |
| Carbon disulfide                 | 1.263             |
| 1,2-Dichlorobenzene              | 1.306             |
| Methylene chloride               | 1.326             |
| Nitromethane                     | 1.382             |
| 2,2,2-Trifluoroethanol           | 1.393             |
| Chloroform                       | 1.498             |
| 1,1,2-Trichlorotrifluoroethane   | 1.575             |
| Carbon tetrachloride             | 1.594             |

## Sức khỏe và an toàn

### Tính dễ cháy
Hầu hết các dung môi hữu cơ đều dễ cháy hoặc rất dễ cháy, tùy thuộc vào tính dễ bay hơi của chúng. Trường hợp ngoại lệ là một số dung môi clo hóa như dichloromethane và chloroform. Hỗn hợp của hơi dung môi và không khí có thể phát nổ. Hơi dung môi nặng hơn không khí, chúng sẽ chìm xuống đáy và có thể di chuyển trong một khoảng cách lớn mà gần như không bị pha loãng. Hơi dung môi cũng có thể được tìm thấy trong các thùng, lon được cho là trống rỗng, tiềm ẩn nguy cơ cháy nổ, vì vậy các thùng chứa dung môi dễ bay hơi đã hết nên được bảo quản trong tình trạng mở nắp và lộn ngược.
Cả diethy ether và carbon disulfide đều có nhiệt độ tự cháy rất thấp, điều này làm tăng đáng kể nguy cơ cháy. Nhiệt độ tự cháy của carbon disulfide là dưới 100oC (212oF), do đó những vật như đường ống hơi nước, bóng đèn, tấm sưởi và mỏ đốt Bunsen mới tắt đều có khả năng làm cho hơi của những dung môi này bắt cháy.

### Sự hình thànhperoxide(oxy già) dễ nổ
Các Ête như ête diethyl và tetrahudrofuran (THF) đều có khả năng tạo ra các peroxide hữu cơ rất dễ nổ khi tiếp xúc với oxy và ánh sáng, thông thường THF có khả năng tạo ra peroxide cao hơn ête diethyl. Diisopropyl ether là một trong số các dung môi dễ bắt nổ nhất.
Dị nguyên tử (oxy) ổn định sự hình thành một nguyên tố tự do được tạo thành bằng cách chiết tách một nguyên tử hydro bằng một nguyên tố tự do khác. Từ đó tạo ra nguyên tố tự do có cacbon làm trung tâm, nguyên tố này có thể phản ứng với một phân tử oxy để tạo thành hợp chất peroxide. Có thể sử dụng một chuỗi các thí nghiệm để phát hiện sự tồn tại của peroxide trong ête; một trong số đó là sử dụng hỗn hợp iron sulfate và potassium thiocyanate. Peroxide có khả năng oxy hóa ion Fe2+ đến ion Fe3+ để tạo thành phức chất phối vị cùng với thiocyanate. Trong trường hợp đặc biệt, các peroxide có thể tạo thành các chất rắn kết tinh trong lòng bình chứa ête.
Nếu chất hút ẩm được sử dụng không thể khử các peroxide thì chúng sẽ kết tủa trong quá trình chưng cất do chúng có điểm sôi cao hơn. Khi hình thành một lượng vừa đủ các peroxide, chúng có thể tạo ra một tinh thể và kích thích chất rắn nhạy cảm bay hơi. Khi chất rắn này được tạo thành tại miệng chai, thì việc xoáy nắp có thể cung cấp một lượng năng lượng vừa đủ để peroxide phát nổ. Sự hình thành peroxide không phải là vấn đề quan trọng khi các dung môi được sử dụng hết một cách nhanh chóng; tuy nhiên chúng sẽ thực sự trở thành vấn đề khi các phòng thí nghiệm sử dụng một chai dung môi trong hàng năm trời. Ête phải được bảo quản trong bóng tối trong các hộp kín có chứa các chất ổn định như butylated hydroxytoluene (BHT) hoặc sodium hydroxide.
Có thể loại bỏ các peroxide bằng cách rửa bằng acidic iron (II) sulfate, lọc qua nhôm hoặc chưng cất từ sodium/benzophenone. Nhôm không khử các peroxide mà chỉ giữ chúng lại. Lợi ích của việc sử dụng sodium/benzophenone là đồng thời tách được cả hơi ẩm và oxy.

### Các tác động đến sức khỏe
Các mối nguy hiểm đối với sức khoẻ nói chung liên quan đến dung môi bao gồm nhiễm độc hệ thần kinh, tổn hại khả năng sinh sản, tổn hại gan và thận, suy hô hấp, ung thư và viêm da.
Nhiều dung môi có thể gây ra bất tỉnh đột ngột nếu hít phải một lượng lớn.Các dung môi như diethyl ether và chloroform đã được sử dụng trong lĩnh vực y tế dưới dạng chất gây mê, thuốc giảm đau và thuốc ngủ trong một thời gian dài. Ethanol (rượu ngũ cốc) là dược phẩm an thần được sử dụng và lạm dụng một cách rộng rãi. Diethyl ether, chloroform và nhiều loại dung môi khác (ví dụ: có nguồn gốc từ xăng hoặc keo dán) được sử dụng để tiêu khiển được biết đến như trò "hít keo", thường dẫn đến những tác động nguy hiểm và lâu dài đến sức khỏe như nhiễm độc thần kinh hoặc ung thư. Methanol có thể gây mù vĩnh viễn và tử vong. Nó cũng rất nguy hiểm bởi nó cháy với ngọn lửa không nhìn thấy.
Cần lưu ý rằng ethanol có hiệu ứng đồng vận khi được kết hợp với nhiều loại dung môi. Ví dụ như một hỗn hợp toluene/benzene và ethanol gây triệu chứng nôn mửa mạnh hơn một chất riêng lẻ.
Một số dung môi trong đó có chloroform và benzene (một thành phần của xăng) là chất gây ung thư. Một số khác có thể gây tổn hại đến các cơ quan nội tạng như gan, thận hoặc não bộ.
Việc thường xuyên tiếp xúc với các dung môi hữu cơ trong môi trường làm việc có thể gây ra một số các phản ứng thần kinh và sự tiếp xúc do đặc điểm nghề nghiệp với các dung môi hưu cơ đã được liên hệ đến rất nhiều các hoạ sĩ thường xuyên tiếp xúc với lượng lớn các dung môi hưu cơ mắc do phải chứng nghiện rượu.

### Các biện pháp phòng tránh
- Tránh tiếp xúc với hơi dung môi bằng cách làm việc trong điều kiện có ống hút khói hoặc với thiết bị thông khí tại chỗ (LEV), hoặc tại khu vực thông thoáng.
- Giữ các bình chứa luôn ở tình trạng đóng kín
- Không được sử dụng ngọn lửa gần các dung môi dễ cháy; sử dụng thiết bị sấy điện thay thế.
- Không được xả các dung môi dễ cháy xuống cống; đọc các bảng thông số an toàn để biết cách thải bỏ thích hợp.
- Tránh hít phải các hơi dung môi
- Tránh để dung môi tiếp xúc với da – nhiều dung môi rất dễ hấp thụ qua da. Chúng có xu hướng làm khô da và có thể gây ra lở loét và các vết thương trên da.

### Ô nhiễm môi trường
Một mối hiểm họa rất lớn ảnh hưởng đến sức khỏe là sự cố tràn hoặc rò rỉ các dung môi và ngấm vào lòng đất. Vì dung môi dễ dàng di chuyển trong một khoảng cách đáng kể, nên sự ô nhiễm đất là khó tránh khỏi. Có thể có khoảng 5000 khu vực trên toàn thế giới đã bị ô nhiễm dung môi dưới bề mặt, điều này đặc biệt nguy hại cho sức khỏe nếu tầng chứa nước bị ảnh hưởng.